# Маджарский, Леон
Леон Маджарский (Мадьярский, Моджарский; ок. 1740, Константинополь — 1811, Слуцк) —  мастер золотошвейного дела и предприниматель, руководитель мануфактуры по производству Слуцких поясов.

## Биография
Сын основателя Слуцкой мануфактуры Яна Маджарского. Ещё в период существования Речи Посполитой был возведён в дворянское достоинство (1790) и пожалован шляхетским гербом «Дар» (1791). Кроме того, в 1790 году король, за патриотическую позицию, выраженную Леоном Маджарским на сейме, пожаловал ему 500 дукатов.
К 1790-м годам Леон Маджарский постепенно перенял у престарелого отца бразды правления компанией. К этому времени на фабрике насчитывалось 28 станков различного типа и 60 работников. Однако, Слуцкие пояса выходили из моды и объёмы производства стремительно падали, поэтому со временем Леон вынужден был закрыть фабрику.
Тем не менее, даты многих событий, связанных с Леоном, остаются неясными. Так, закрытие фабрики датируется то 1792, то 1807 годом.
После закрытия фабрики Леон Маджарский остался жить в Слуцке, в окрестностях которого владел имением. Был женат дважды — на представительницах мелкой слуцкой шляхты и являлся отцом нескольких детей.
Скончался в 1811 году в Слуцке.